# Darren Bennett
Darren Leslie Bennett (* 9. Januar 1965 in Perth) ist ein ehemaliger australischer American-Football- und Australian-Football-Spieler. Er ist einer der wenigen Sportler, die sowohl in der US-amerikanischen National Football League (NFL) als auch in der australischen Australian Football League (AFL) gespielt haben. Bennett ist Mitglied des NFL 1990s All-Decade Team und der San Diego Chargers Hall of Fame.
Bennett begann seine AFL-Karriere 1987 bei den West Coast Eagles, ehe er 1989 zum Melbourne Football Club wechselte. In 78 Profispielen erzielte er 215 Tore und erwarb sich einen Ruf für weite, präzise Kicks. Nachdem er 1993 seine AFL-Karriere verletzungsbedingt beendet hatte, wandte er sich dem American Football zu. Er ließ sich zum Punter umschulen und spielte bei den San Diego Chargers der NFL vor. Bennett schaffte es in den Practice Squad und wurde eine Saison zu den Amsterdam Admirals der NFL Europe ausgeliehen, bevor 1995 zum Stamm-Punter der Chargers wurde. Hierbei machte er den „australischen Punt“ populär, eine Australian-Football-Tritttechnik, in der der Football mit viel Rückwärtseffet getreten wird. Beim Aufprall springt der Ball kaum vorwärts, so dass Bennett weite Punts an die gegnerische Endzone treten konnte, ohne ein hohes Touchback-Risiko einzugehen: 262-mal nagelte er das Gegnerteam innerhalb der 20-Yards-Linie fest und erlaubte nur 62 Touchbacks. Als ehemaliger AFL-Spieler konnte er zudem den gegnerischen Punt Returner zuverlässig tackeln, was unter Puntern damals selten war. Bennett schaffte es zweimal in den Pro Bowl (1995 und 2000) und wurde ins NFL 1990s All-Decade Team gewählt. 2004 wechselte er zu den Minnesota Vikings und beendete seine NFL-Karriere ein Jahr später.

## Privatleben
Bennett ist mit seiner Frau Rosemary verheiratet, und gemeinsam haben sie zwei Töchter. Eine leidet an der Muskeldystrophie Duchenne, so dass er sich gegen diese Krankheit einsetzt.